# Chaos Horrific
Chaos Horrific è il sedicesimo album in studio del gruppo musicale statunitense Cannibal Corpse, pubblicato il 23 settembre 2023.

## Tracce
1. Overlords of Violence – 3:07 (testo: Webster – musica: Webster)
2. Frenzied Feeding – 3:33 (testo: Rutan – musica: Rutan)
3. Summoned for Sacrifice – 4:05 (testo: Mazurkiewicz – musica: Barrett)
4. Blood Blind – 4:34 (testo: Mazurkiewicz – musica: Rutan)
5. Vengeful Invasion – 4:44 (testo: Barrett – musica: Barrett)
6. Chaos Horrific – 3:32 (testo: Mazurkiewicz – musica: Webster)
7. Fracture and Refracture – 3:36 (testo: Webster – musica: Webster)
8. Pitchfork Impalement – 3:16 (testo: Mazurkiewicz – musica: Barrett)
9. Pestilential Rictus – 4:13 (testo: Webster – musica: Webster)
10. Drain You Empty – 4:35 (testo: Rutan – musica: Rutan)

## Formazione
Gruppo
- George "Corpsegrinder" Fisher – voce
- Alex Webster – basso
- Paul Mazurkiewicz – batteria
- Rob Barrett – chitarra
- Erik Rutan – chitarra

Produzione
- Erik Rutan – produzione, ingegneria del suono, missaggio
- Art Paiz – assistenza tecnica
- Alan Douches – mastering
- Vince Locke – copertina